# Bistum Belize City-Belmopan
Das Bistum Belize City-Belmopan (lat.: Dioecesis Belizepolitana-Belmopana) ist eine römisch-katholische Diözese mit Sitz in Belize City in Belize. Das Gebiet des Bistums deckt sich mit dem Staatsgebiet von Belize.

## Geschichte
Papst Leo XIII. gründete am 10. Juni 1888 die Apostolische Präfektur Britisch-Honduras aus Gebietsabtretungen des Apostolischen Vikariats Jamaika und unterstellte es dem Erzbistum Port of Spain als Suffraganbistum. Diese wurde am 3. Januar 1893 zum Apostolischen Vikariat Britisch-Honduras erhoben. Am 4. Dezember 1902 konnte sich die römisch-katholische Kirche in Britisch-Honduras als Körperschaft konstituieren. Damit entfielen zahlreiche bisherige Einschränkungen ihrer Tätigkeit.
Am 29. Februar 1956 wurde das Apostolische Vikariat Britisch-Honduras zum Bistum Belize erhoben. Seit 1957 ist der Bischof von Belize Mitglied der in diesem Jahr gegründeten Bischofskonferenz der Antillen (Antilles Episcopal Conference).
Am 1. Juni 1973 wurde der Name von Britisch-Honduras in Belize geändert. Am 31. Dezember 1983 nahm das Bistum seinen heutigen Namen an, nachdem Belmopan zur Landeshauptstadt erklärt worden war.
Seit September 1979 erscheint monatlich die Bistumszeitung Christian Herald. In den 1980er und in den 1990er Jahren, als die Zahl der von der Missouri Province der Jesuiten nach Belize entsandten Missionare nachließ, begannen Laien mehr und mehr Mitverantwortung in den Gemeinden zu übernehmen, sei es als „Mayordomos“ (Verantwortliche für Kirchen und Kapellen), sei es als mit seelsorglichen Aufgaben betreute „Parish Lay Assistants“ (PLA, Laienmitarbeiter der Pfarrei).

## Ordinarien

### Apostolischer Präfekt von Britisch-Honduras
- Salvatore di Pietro SJ (10. Juni 1888 – 3. Januar 1893)

### Apostolische Vikare von Britisch-Honduras
- Salvatore di Pietro SJ (3. Januar 1893 – 23. August 1898)
- Frederick Charles Hopkins SJ (17. August 1899 – 19. April 1923)
- Joseph Anthony Murphy  (11. Dezember 1923 – 1938)
- William A. Rice SJ (19. November 1938 – 28. Februar 1946)
- David Francis Hickey SJ (10. Juni 1948 – 10. Juni 1948)

### Bischöfe von Belize
- David Francis Hickey SJ (10. Juni 1948 – 29. Februar 1956)
- Robert Louis Hodapp SJ (2. März 1958 – 11. November 1983)

### Bischöfe von Belize City - Belmopan
- Osmond Peter Martin (11. November 1983 – 18. November 2006)
- Dorick McGowan Wright (18. November 2006 – 26. Januar 2017)
- Lawrence Sydney Nicasio, (26. Januar 2017 – 1. Januar 2024)
- Sedisvakanz (seit 1. Januar 2024)